# Commanderie de Savigny-le-Temple
La commanderie de Savigny-le-Temple est une ancienne commanderie templière puis hospitalière, située dans le quartier du Bourg de Savigny-le-Temple, en France, dans l'ouest de la Seine-et-Marne, à 51 km au sud-est de Paris et à 8 km au nord-ouest de Melun.

## Histoire
Le roi de France, Louis VII, part en croisade de 1147 à 1148. Il est accompagné entre autres par un contingent templier qui se révéla efficace contre les attaques turques en Asie mineure. Le roi est de retour en France à la mi-novembre 1149 en compagnie du maître de l'ordre du Temple, Évrard des Barres. Louis VII décide de remercier les Templiers en leur donnant ses terres de Savigny-sur-Melun et toutes leurs dépendances. Cet acte de donation fait à Orléans comporte dix-neuf lignes manuscrites en latin. Le roi leur accorde aussi une rente annuelle de 30 livres, à prendre sur le cens qu'il percevait à Étampes. Il est authentifié par l'apposition des signatures des témoins, du monogramme du roi et de son sceau ,.
En plus des terres royales, d'autres dons vont enrichir la commanderie. L'étang et le moulin de Saint-Leu sont donnés en 1164 par l'abbé de Saint-Port,. L'église Saint-Germain est possession de la commanderie dès 1168. En 1194, Gaudefroy de Nandy, un croisé du pays, alors en train d'assiéger Saint-Jean-d'Acre, fait don d'une « terre à deux charrues » dans le territoire de Savigny, vers Nandy, où dans tout autre endroit aux bons vouloirs des Templiers,. Des lettres d'Alix, reine des Francs, datant de 1197, confirment l'abandon par Hugues de Chamilly et sa femme Gille, de tout ce qu'ils possédaient à Savigny et à Saint-Leu. Le don profite aux Templiers, sous la forme d'aumône,. Des dîmes de Savigny et environs leur sont donnés par Gui de Melun, chanoine de Sens, en 1177, par Raoul Morin en 1205, par Guillaume du Châtellier en 1211, par Adam de Milly en 1229 et par Eudes Leuverdys, chevalier, en 1230. En définitive, au XIIIe siècle la commanderie possède plusieurs fermes, vignobles, prés et étangs aux alentours. La surface totale mesure plus de 1 500 arpents.
À la suite de la dévolution des biens de l'ordre du Temple, les Hospitaliers reprennent la commanderie.
Le commandeur avait la haute, moyenne et basse justice. Il était le collateur de Savigny et le grand décimateur sur l'ensemble de ses terres qui comprenait Saint-Leu, Noisement, Forges, Villebohet, le Plessis-le-Roi, la Grange-du-Bois et les dépendances de Savigny. Le revenu de la commanderie de Savigny était, en 1792, de 7 000 livres.
Au XVIIIe siècle, il ne restait plus que la ferme du Château avec les terres de toutes les autres.
Après la révolution, de la commanderie ne subsiste que la grande ferme, située sur l'ancien fief du Coulevrain. Avec le développement de la culture de la betterave à la fin du xixe siècle, une distillerie est érigée pour produire de l’alcool. En 1986, l’activité agricole y cesse définitivement et le bâtiment est transformé en écomusée jusqu'en 2016.

## Possessions
L'hôtel du commandeur, dit aussi « le Château » ou « la Grande-Cour », était près de l'église. À ses côtés se trouvaient la basse-cour et la ferme, et à l'opposé la chapelle Saint-Jean et un grand bâtiment où le commandeur rendait la justice. Une branche du ru de Balory passait devant le château et alimentait le moulin banal, au Follet. Le commandeur y avait droit de pêche et de chasse.
Le domaine de Savigny était composé de plusieurs fermes : la ferme du Château, la ferme de la Malaquinerie sur le chemin de Melun, la ferme de la Grange-du-Bois près de Villebohet, la ferme de la Barre sur le chemin de Moissy, la ferme des Mesnys et la ferme du Plessis. Les trois dernières fermes avaient été échangées avec Nicolas Fouquet, comte de Melun, vicomte de Vaux, ministre d'Etat, contre 120 arpents de terre à Maincy et Rubelles,.
La commanderie de Savigny était composé de sept membres hospitaliers suivant une déclaration de 1692 :
- le plus important était le membre de Saint-Leu, ayant la haute, moyenne et basse justice. Les maisons, terres et cens était possédées par Santeuil, conseiller du roi et trésorier de France.
- le membre de Coulevrin, à Savigny, regroupait 50 arpents de terre.
- le membre des Forges, avec un grand hôtel, la moitié des moulins de Forges et terres à labour, était situé entre Saint-Leu et Saint-Port.
- le membre de la Souche comprenait 21 arpents de bois, près de Saint-Port. Il était possédé par Antoine de Linois, conseiller et secrétaire du roi, seigneur et baron de Saint-Port et de Sainte-Assise.
- le membre du Petit-Plessis-le-Roi, maisons, terres et pâtures, était possédé par le président de La Grange, à charge de rente de 25 livres payable chaque année.
- le membre de Champlatreux, composé d'une maison, cens et bois sur le chemin de Melun, était possédé par madame Delamarre.
- la dépendance de Savigny était composée d'une pièce de terre à Savigny.